# Shareware
Shareware [ˈʃeə(ɹ)ˌweə(ɹ)] (vom englischen share für „teilen“ und ware für „Ware“ oder „Produkt“) ist eine Vertriebsform von Software, bei der die jeweilige Software vor dem Kauf getestet werden kann. Geprägt wurde die Bezeichnung von Bob Wallace, einem der ersten Mitarbeiter der US-amerikanischen Computerfirma Microsoft.
Üblicherweise ist es bei Shareware erlaubt, die Software in unveränderter Form beliebig zu kopieren oder zu verteilen, jedoch im Gegensatz zu Freeware mit einer Aufforderung, sich nach einem Testzeitraum (üblicherweise 30 Tage) beim Autor kostenpflichtig registrieren zu lassen. Dafür wird auch der Begriff Trialware verwendet (nach trial period, Testphase).

## Verschiedene Arten von Shareware
Eine Art der Shareware-Bereitstellung besteht in der Freigabe einer kostenlosen Teilversion. Diese Teilversion verfügt über eine eingeschränkte Funktionalität (weswegen diese Form auch Crippleware genannt wird, zu deutsch etwa „verkrüppelte Software“), ist aber zeitlich uneingeschränkt nutzbar. Durch die Registrierung des Programms wird entweder der Download einer Vollversion möglich, oder die Teilversion wird durch Übertragung einer Seriennummer zu einer Vollversion.
Es gibt Shareware mit Nagscreen (dt. „Nörgelmeldung“), der den Benutzer zur noch fehlenden Registrierung drängt. Meist wird der Nörgelbildschirm unmittelbar nach dem Start des unregistrierten Programms angezeigt mit der Empfehlung, der Anwender möge das Programm nun doch registrieren.
Von der Shareware zu unterscheiden ist die Art der Demoversion, die nach Ablauf einer Probierzeit nicht mehr funktionsfähig ist. Die Bezeichnung „Trialversion“ kann eine Demo- oder eine zeitlich begrenzt nutzbare Sharewareversion bezeichnen.

## Distribution
Shareware wird oft von den Herstellern auf ihrer Website zum Download oder früher bei Zeitschriften als kostenlose CD-Beigabe angeboten.
Im Handel, z. B. in großen Warenhäusern, befanden  sich CDs (bzw. DVDs) mit Shareware-Sammlungen. Man erwarb beim Kauf dieser Datenträger in der Regel jedoch nicht das Recht, die darauf befindliche Software zeitlich unbeschränkt zu nutzen. Bezahlt wurde lediglich für den Service, dass die CD zusammengestellt und produziert wurde. Oft machten entsprechende Anbieter nicht im ausreichenden Maße auf diesen Umstand aufmerksam, so dass damit zu rechnen war, dass nicht ausreichend informierte Verbraucher zu der Meinung gelangen, sie hätten mit dem Kaufpreis des Datenträgers auch die darauf befindliche Software erworben. Beispiele für bekannte Shareware-CDs waren Night Owl und Pegasus.
Ein weiterer wichtiger Vertriebsweg sind Sharewareverzeichnisse oder Downloadportale im Internet. Auf diesen Internetseiten hat man eine große Auswahl an Shareware, Freeware und Demosoftware und kann diese zum Testen herunterladen.

## Abgrenzung
Lizenzformen, die mehr Freiheiten bei der Benutzung oder Verbreitung zulassen:
- Freeware ist Software, die vom Autor ohne Entgelt zur Verfügung gestellt wird.
- Donationware ist Freeware, bei der eine eventuelle Bezahlung dem Benutzer freigestellt bleibt.
- Careware ist Software, deren Vertrieb einem gemeinnützigen Zweck dienen soll.
- Cardware ist Software, für die der Autor als Gegenleistung eine Postkarte erwartet.
- Beerware ist Software, für die der Autor als Belohnung, oftmals nur scherzhaft, bei Gelegenheit ein spendiertes Bier verlangt – ansonsten ist die Software zumeist gemeinfrei.
- Freie Software erlaubt den Benutzern neben einer freien Weitergabe des Programms, seinen Quellcode einzusehen und zu verändern.
- Copyleft ist die Bedingung, dass von einem Werk abgeleitete Werke mindestens die gleichen oder ähnliche Freiheiten gewähren müssen.
- Gemeinfreiheit (public domain) bedeutet den völligen Verzicht des Urhebers auf seine Rechte (Hinweis auf die Gesetzeslage in Deutschland: siehe dort).